# Onthophagus vinctoides
Onthophagus vinctoides là một loài bọ cánh cứng trong họ Bọ hung (Scarabaeidae).